# Eumaeus
Eumaeus (лат.) — род дневных чешуекрылых из семейства голубянок подсемейства хвостаток.

## Этимология
Название рода происходит из греческой мифологии, и основано на имени персонажа Евмея. Евмей был пастухом свиней и другом Одиссея, героя Троянской войны в «Илиаде» и «Одиссее» Гомера.

## Описание
Крупные бабочки с красным брюшком. На крыльях хвостовые выросты отсутствуют, в отличие от других хвостаток. Средние и задние голени без шпор. Все стадии жизненного цикла яйца, гусеницы, куколки и бабочки ярко окрашены, что является предупредительным сигналом для хищников о ядовитости. Гусеницами для защиты используются гликозиды циказин и макрозамин, бабочки накапливают циказин в крыльях. Высокие концентрации защитных веществ содержатся также в яйцах и сперматофорах.

## Экология
Гусеницы питаются вегетативными и репродуктивными органами растений семейства замиевые. Способны образовывать скопления.

## Классификация
В состав рода включают шесть видов.
- Eumaeus atala (Poey, 1832)
- Eumaeus childrenae (G. Gray, 1832)
- Eumaeus godartii (Boisduval, 1870)
- Eumaeus minyas (Hübner, 1809)
- Eumaeus toxana (Boisduval, 1870)
- Eumaeus toxea (Godart, 1824)

## Распространение
Представители рода встречаются в Центральной и Южной Америке.